# Jean Carmen
À ne pas confondre avec Jeanne Carmen, également actrice dans les années 50.
Jean Carmen, née Jean Carmean (Portland (Oregon), 7 avril 1913 – Charleston (Caroline du Sud), 26 août 1993), est une actrice américaine de cinéma, actrice de radio et comédienne sous son nom de scène,  Julia Thayer. Jean Carmen est active entre les années 1930 et 1950.

## Biographie
Née en 1913 à Portland en Oregon, Jean Carmean est la cadette d'une fratrie de trois enfants comprenant un frère aîné John L. et une sœur benjamine prénommée Carol. Son père John - Ohioain - est vendeur dans un magasin de vêtements alors que sa mère Agnès née O'kman d'origine norvégienne, est danseuse de ballet. Il semble que Jean Carmen développe très tôt des aptitudes pour la scène, se produisant alors, enfant, dans des revues de danseurs de bals de Fanchon et de Marco. Parallèlement, ses réelles aptitudes de cavalière lui ouvrent les portes des cirques dans lesquels elle se produit.
Elle déménage pour Hollywood au début des années 1930 et commence à travailler pour la radio, chez RKO. En 1933, une interview dans le magazine sur l'activité cinématographique Movie Classic révèle que son travail régulier lui rapporte 75 dollars par semaine. Ironiquement elle n'est pas sollicitée pour sa beauté ni pour sa blondeur mais pour ses capacités de cascadeuse à cheval. Elle est en effet, volontaire pour effectuer les scènes à risque des stars salariées hollywoodiennes.
La même année, elle joue dans la comédie Let's Be Civilized au théâtre de Pasadena Playhouse aux côtés de Robert Livingston.
Puis, la jolie blonde aux yeux bleus fait partie de la promotion des Baby Stars de la Western Associated Motion Picture Advertisers (WAMPAS) de 1934, dernière année de l'attribution du titre, avec les starlettes Lu Ann Meredith, Gigi Parrish et Hazel Hayes. Cette distinction lui permet de tourner, la même année dans deux films des Studios de la Paramount dont Kiss and make up et Youth and beautiful.
Elle joue dans quelques westerns de série B avec Bob Steele, Fred Scott (en), Jim Newill et les Mesquiteers. Lorsqu'elle signe en 1937, avec les studios de la Republic pour faire la série à suspens, La Caravane de l'enfer, elle choisit un nouveau nom de scène Julia Thayer. Elle y joue une squaw, fille de chef de tribu indienne, arborant une coiffe en plumes de chef indien. En 1937, elle signe de son nom de scène, son rôle dans le film Gunsmoke Ranch (en) dans lequel elle retrouve l'acteur Robert Livingston.
Parallèlement, elle travaille comme actrice à la radio où elle interprète des personnages dans des films et des feuilletons radiodiffusés. Elle est également sur scène dans les théâtres de Broadway comme notamment, le rôle de June Stanley obtenu à la suite du remplacement d'une comédienne dans la pièce The Man Who Came to Dinner  avec Monty Woolley. La comédie est à l'affiche près de 739 représentations entre 1939 et 1941.
Elle n'a, par la suite que des rôles mineurs dont beaucoup non crédités, comme dans le western Yes, we have no bonanza dans lequel elle joue une des trois Singing Sisters.
En 1945, Jean et Irish Owen signent la comédie-farce Last House on the Left, mais ne rencontrant pas le succès escompté, elle n'est jouée qu'à Hartford au Connecticut, en avant-première.
Elle se marie une première fois, le 15 août 1932 avec Walter P. Lohman de 20 ans son aîné, dans la maison de Constance Talmadge à Santa Monica dont elle divorça en 1938,.
En 1949, elle se remarie avec Barrett Collyer Dillow, un directeur d'agence publicitaire. Le couple s'installe à Greenwich au Connecticut. Ils ont un fils nommé  Guy H. Dillow, surnommé « Buzzie » né à New York en 1951 et décède en 1985. Guy joua dans le film The Pawn, commencé en 1961 et sorti en 1968 que Jean - sa mère -  dirigea, produisit et réalisa. Peu après sa mort, elle vend sa propriété de Greenwich et s'installe à Charleston en Caroline du sud.
En août 1993, Jean Carmen Dillow se casse une jambe lors d'une chute, qui nécessite, après une première intervention insatisfaisante, une opération chirurgicale. Elle décède le 26 août d'un arrêt cardiaque au cours de l’opération, et est incinérée à Charleston. Jean Carmen adorait faire des croisières pour rejoindre l'Europe. Ainsi, selon les convictions de ses proches, ses cendres ont été dispersées au-dessus de l'océan Atlantique.

## Filmographie[1]

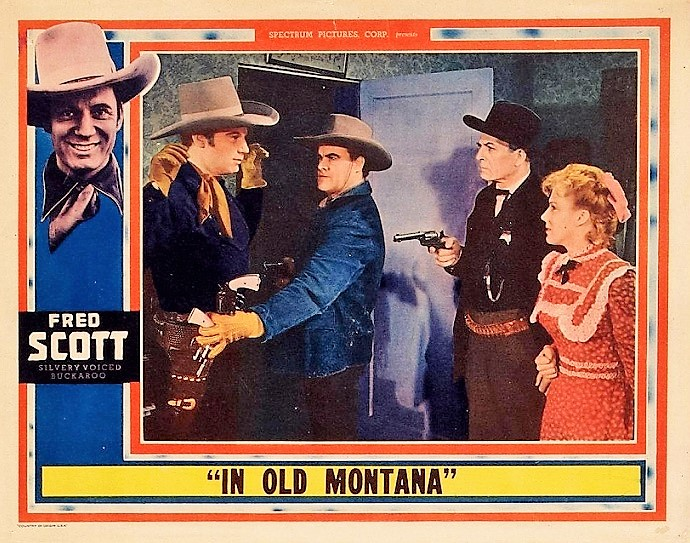
Affiche du film Old Montana (1939).

- 1934 : Kiss and make up d'Harlan Thompson : femme du maharajah
- 1934 : Young and Beautiful de Joseph Santley  : Wampas
- 1934 : The Third sex de Richard C. Kahn : Bobby Allen
- 1935 : Born to Battle d'Harry S. Webb : Betty Powell
- 1937 : Gunsmoke Ranch (en) de Joseph I. Kane : Marion Warren
- 1937 : Arizona Gunfighter (en) de Sam Newfield : Beth Lorimer
- 1937 : Children of Loneliness de Richard C. Kahn : « Bobby » Allen
- 1937 : La Caravane de l'enfer (The Painted Stallion) de William Witney, Ray Taylor et Alan James : l'Amazone
- 1938 : Paroled from the Big House d'Elmer Clifton : Pat Mallory
- 1938 : Wolves of the Sea d'Elmer Clifton : Nadine Miller
- 1938 : Healthy, Wealthy and Dumb (en) de Del Lord : Marge (non créditée)
- 1939 : Four Girls in White (en) de S. Sylvan Simon : infirmière (non créditée)
- 1939 : Smoky Trails (en) de Bernard B. Ray : Marie
- 1939 : In Old Montana (en) de Raymond K. Johnson : June Allison
- 1939 : Crashing Thru (en) d'Elmer Clifton : Ann Chambers
- 1939 : Yes, We have no Bonanza de Del Lord : sœur qui chante (non créditée)
- 1953 : Il y aura toujours des femmes (Here Come the Girls) de Claude Binyon : Missouri Chorine (non créditée)